# Кокейто (Міннесота)
Кокейто (англ. Cokato) — місто (англ. city) в США, в окрузі Райт штату Міннесота. Населення — 2799 осіб (2020).

## Географія
Кокейто розташоване за координатами 45°4′36″ пн. ш. 94°11′15″ зх. д. / 45.07667° пн. ш. 94.18750° зх. д. (45.076721, -94.187548).  За даними Бюро перепису населення США в 2010 році місто мало площу 4,03 км², з яких 4,03 км² — суходіл та 0,00 км² — водойми.

## Демографія
Згідно з переписом 2010 року, у місті мешкали 2694 особи в 1000 домогосподарствах у складі 652 родин. Густота населення становила 668 осіб/км².  Було 1103 помешкання (274/км²).
Расовий склад населення:
| - 95,0 % — білих - 0,5 % — корінних американців - 0,5 % — азіатів - 0,3 % — чорних або афроамериканців - 2,3 % — осіб інших рас |

До двох чи більше рас належало 1,4 %. Частка іспаномовних становила 4,3 % від усіх жителів.
За віковим діапазоном населення розподілялося таким чином: 31,8 % — особи молодші 18 років, 53,0 % — особи у віці 18—64 років, 15,2 % — особи у віці 65 років та старші. Медіана віку мешканця становила 32,5 року. На 100 осіб жіночої статі у місті припадало 93,8 чоловіків;  на 100 жінок у віці від 18 років та старших — 91,7 чоловіків також старших 18 років.
Середній дохід на одне домашнє господарство  становив 59 980 доларів США (медіана — 51 893), а середній дохід на одну сім'ю — 70 606 доларів (медіана — 59 100). Медіана доходів становила 49 722 долари для чоловіків та 37 438 доларів для жінок. За межею бідності перебувало 14,3 % осіб, у тому числі 19,6 % дітей у віці до 18 років та 9,3 % осіб у віці 65 років та старших.
Цивільне працевлаштоване населення становило 1163 особи. Основні галузі зайнятості: освіта, охорона здоров'я та соціальна допомога — 22,1 %, виробництво — 19,3 %, роздрібна торгівля — 11,5 %, будівництво — 11,2 %.